# Opava východ
Opava východ (pol. Opawa wschód) – główna stacja kolejowa w Opawie, w kraju morawsko-śląskim, w Czechach przy ulicy Janská 691/1. Znajduje się na wysokości 255 m n.p.m. i jest stacją początkową/końcową dla linii 310, 314, 315, 317 i 321.
Budowę stacji podjęto w połowie XIX wieku. Budynek dworcowy autorstwa Ernesta Ehrenhausa powstał w 1851 roku, jako końcowa stacja na linii będącej odgałęzienim od kolei wiedeńsko-krakowskiej. Odgałęzienie miało swój początek w Ostrawie, w miejscu obecnej stacji Ostrava-Svinov. Budowę linii Ostrawa-Opawa ukończono w roku 1855, a w 1895 roku wybudowano łącznicę do stacji Opava západ, która była stacją końcową linii z Karniowa. Obecnie stacja Opava východ jest uważana za główną stację kolejową Opawy. Po elektryfikacji linii do Ostrawy dworzec został gruntownie odnowiony, a wszystkie perony zostały zadaszone.
W 2012 roku czescy internauci wskazali stację jako najpiękniejszy dworzec kolejowy w Czechach. Wręczenie głównej nagrody miało miejsce w budynku czeskiego senatu w Pradze.

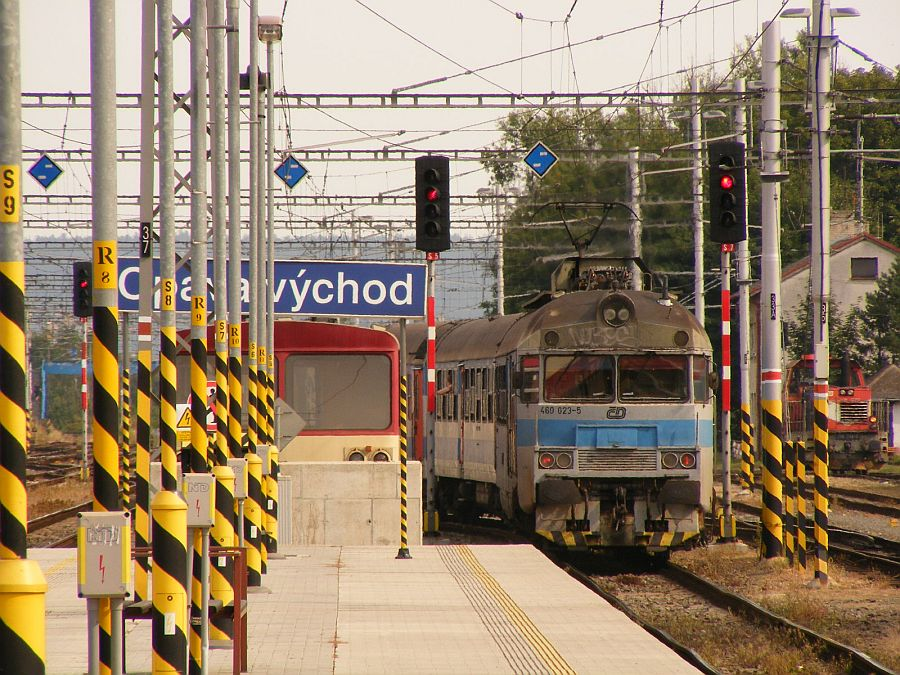
Pociąg wjeżdżający na stację
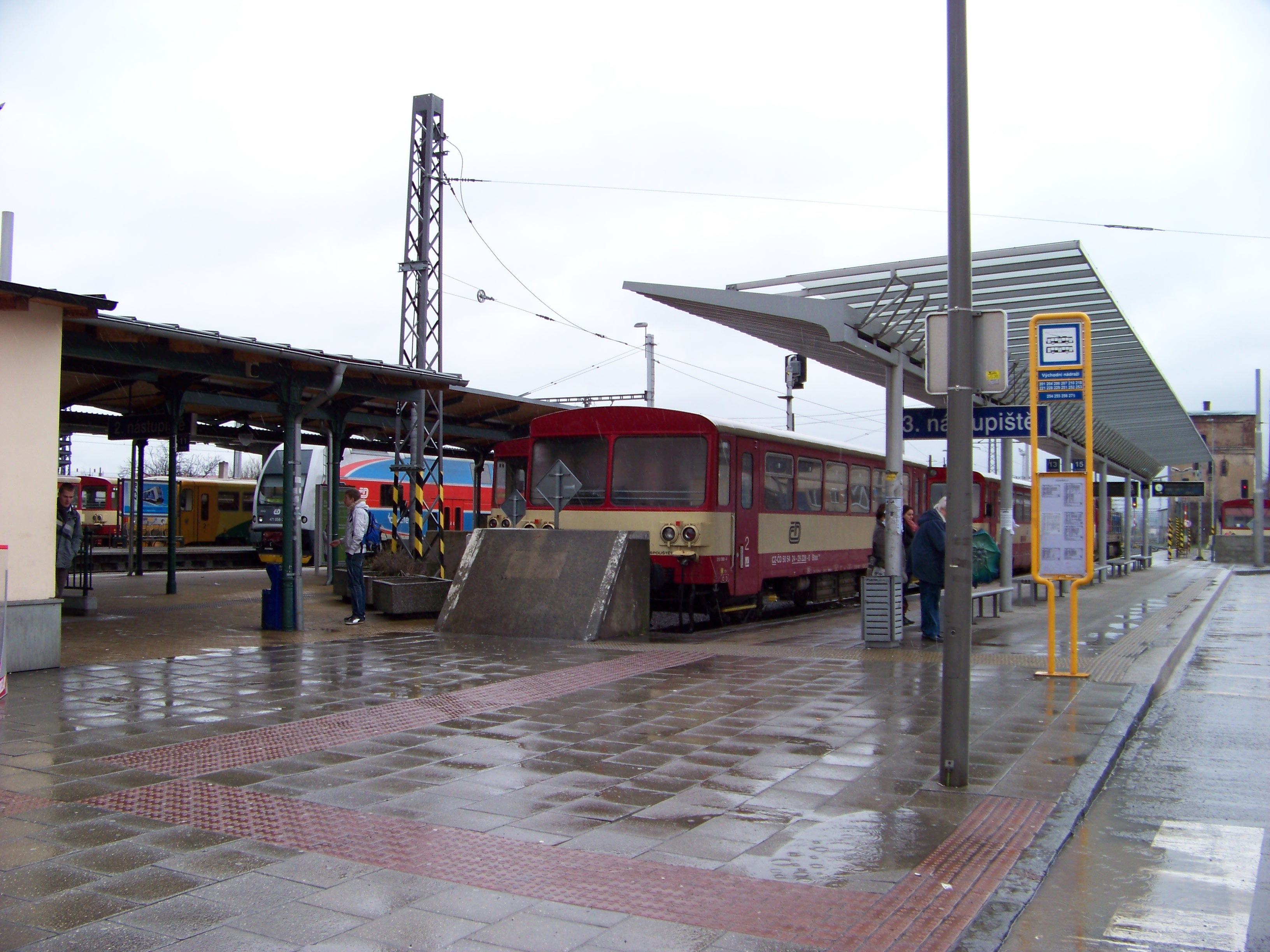
Perony kolejowe i przystanki komunikacji miejskiej od strony ulicy Janskiej
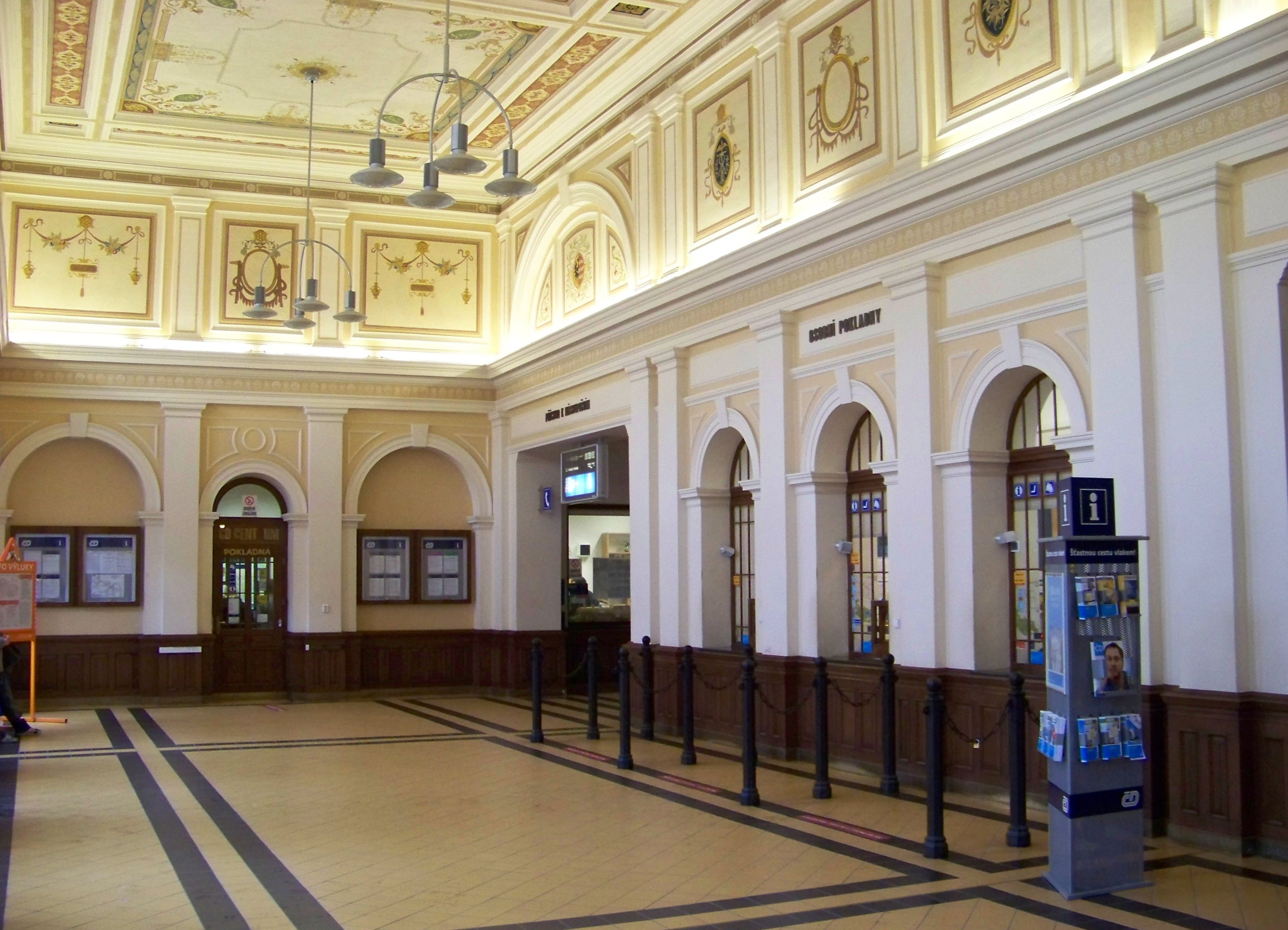
Wnętrze budynku dworcowego